# Entrez Gene
Entrez Gene ist eine vom National Center for Biotechnology Information (NCBI) betriebene Metasuchmaschine, die den gleichzeitigen Zugriff auf mehrere Biochemie-Datenbanken und damit weitgefächerte Suchen ermöglicht. Weiter bietet sie eine ganze Reihe von Tools zur Datenanalyse und für spezielle Suchoperationen.

## Vernetzte Datenbanken
- 3D Domains: Enthält Proteindomänen aus der Entrez-Struktur-Datenbank.
- Books: Eine wachsende Sammlung von biomedizinischen Büchern, in denen direkt gesucht werden kann.
- Cancer Chromosomes: Ist aus der NCI/NCBI SKY/M-FISH & CGH, der NCI Mitelman Datenbank und der NCI Recurrent Aberrations in Cancer zusammengesetzt.
- Conserved Domains: Datenbank von Proteindomänen; Quelle für diese Daten sind Pfam, Smart und COG.
- GDS: „GEO DataSets“ ist eine Sammlung von Datensätzen aus dem „Gene Expression Omnibus (GEO) repository“.
- Gene: enthält Gene aus RefSeq-Genomen die entweder durch Sequenz, Position im NCBI Map Viewer oder beides identifiziert sind.
- Gensat: Projekt, die Expression von Genen im ZNS der Maus mit In-situ-Hybridisierungstechniken und über transgene Mäuse zu kartieren.
- Genome: stellt Ansichten von verschiedenen Genomen, komplette Chromosomen, Sequenzkarten und integrierte genetische und physikalische Karten zur Verfügung.
- GEO: dient als öffentliche Datensammlung einer großen Anzahl von High-Throughput-Experimenten.
- Journals:
- Nucleotide (besteht aus GenBank, RefSeq, PDB):
- OMIA: Datenbank von Genen, Erbkrankheiten und Merkmalen in Tieren (ausgenommen Maus)
- OMIM: Katalog von menschlichen Genen und genetischen Störungen. Die Datenbank enthält Textinformationen, Referenzen und zahlreiche links zu MEDLINE und NCBI Datenbanken.
- Pop Set: Set von DNA-Sequenzen die für die Analyse der evolutionären Verwandtschaftsverhältnisse einer Population zusammengestellt wurden.
- Protein (besteht aus SwissProt, PIR, PRF, PDB):
- PubChem (-BioAssay, -Compounds und -Substance): Stellt Informationen über die biologische Aktivität von kleinen Molekülen zur Verfügung.
- PubMed (wissenschaftliche Literatur):
- PubMed Central (wissenschaftliche Literatur, kostenlos voll zugänglich):
- SNP:
- Structure: die “Molecular Modeling Database” (MMDB) enthält 3D-Strukturen von Makromolekülen, inklusive Proteine und Polynukleotide.
- Taxonomy: enthält die Namen von allen Organismen, die in der NCBI Gendatenbank durch wenigstens eine Nukleotid- oder Proteinsequenz repräsentiert sind.
- Uni Gene: experimentales System zur automatischen Einteilung von Gen-Bank-Sequenzen in ein nichtredundantes System von Genorientierten Clustern.
- Uni STS: Integriert Marker- und Kartierungsdaten von unterschiedlichen öffentlichen Quellen.
- Homologene: ein System zur automatischen Detektion von Homologien innerhalb von eukaryotischen Gensets.

## Aufbau
Entrez fasst alle vernetzten Datenbanken unter einer benutzerfreundlichen Oberfläche zusammen. Dabei wählt man nicht die einzelnen Datenbanken, sondern Themengebiete aus, in denen zum Teil mehrere Datenbanken zusammengeschlossen sind. Für jedes dieser Themengebiete existiert eine Suchmaske, welche die Suche in nur diesem Gebiet und den darin enthaltenen Datenbanken ermöglicht. Zu allen Gebieten auf der Hauptseite kann eine Kurzbeschreibung aufgerufen werden, die Auskunft über die unter diesem Punkt zusammengefassten Datenbanken und die darin enthaltenen Daten gibt.
Über die Schaltfläche "Site Map" auf der Hauptseite erhält man Links zu den einzelnen Datenbanken und Entrez-Werkzeugen.

## Qualität der Ergebnisse
Die Qualität der Ergebnisse ist stark von der verwendeten Datenbank und damit von der gesuchten Information an sich abhängig. Suchanfragen in PubMed Central oder OMIM sind meist qualitativ hochwertig, da den Informationen hier immer ein Paper, im Fall von OMIM sogar ein Buch zu Grunde liegt. Auch Suchanfragen nach Nukleotid- oder Polypeptidsequenzen sind in der Regel sehr gut, da sie auf Daten aus BLAST beruhen, welches ebenfalls vom NCBI betrieben wird. Bei diesen Einträgen sind auch fast immer Querverweise zu den PubMed-Papern, in denen die Ergebnisse veröffentlicht wurden, enthalten und damit gut überprüfbar.